# Slowakische Badmintonmeisterschaft 1967
Die Slowakische Badmintonmeisterschaft 1967 war die erste offizielle Auflage der Titelkämpfe im Badminton in der Slowakei. Sie fand vom 8. bis zum 9. April 1967 in Košice statt.

## Medaillengewinner
| Disziplin    | Gold                           | Silber                           | Bronze                        |
| ------------ | ------------------------------ | -------------------------------- | ----------------------------- |
| Herreneinzel | Peter Jacina                   | Jaroslav Kozák                   | Štefan Kováč                  |
| Dameneinzel  | Viera Nováková                 | Viera Vavráková                  | Mária Beerová                 |
| Herrendoppel | Jaroslav Kozák Ladislav Rusnák | Rudolf Lev Štefan Kováč          | Jozef Kovér Peter Jacina      |
| Damendoppel  | Viera Nováková Mária Beerová   | Viera Vavráková Ľubica Žitňanová | Oľga Plačková Ľubica Matejová |
| Mixed        | Peter Jacina Ľubica Žitňanová  | Jaroslav Kozák Eva Gurská        | Rudolf Lev Viera Nováková     |